# Планета Халка
«Планета Халка» (англ. Planet Hulk) — полнометражный рисованный анимационный фильм, выпущенный сразу на видео в 2010 году. Создан совместными усилиями Marvel Animation и японской студии Madhouse и выпущен Lionsgate Home Entertainment. Основан на серии комиксов «Планета Халка», написанной Грегом Паком и Карло Пагулаяном.
Слоган фильма: «Спасёт он этот мир… или уничтожит его»

## Сюжет
Халк просыпается в космическом корабле, и на мониторе появляются Иллюминаты (Мистер Фантастик, Чёрный Гром, Железный человек, Доктор Стрэндж). Железный человек говорит, что им пришлось выслать Халка с Земли из-за опасности его действий. Корабль должен был сесть на растительную планету без разумных существ, однако разъярённый Халк, громя двигатели, сбивает курс ракеты, и та терпит крушение на населённой планете Сакаар. Местные жители берут Халка в плен и делают его гладиатором. Он знакомится с другими гладиаторами: Миеком, Херуимом, Коргом и Элуей. На арене им приходится драться с братьями Корга, а позже с гигантским осьминогоподобным монстром, которого Халк убивает одним ударом. Красный Король — правитель Сакаара — оставляет гладиаторов в живых. Следующий бой им предстоял с ботами-отшельниками и их королём, которых Халк с лёгкостью разорвал на куски.
На следующую ночь телохранительница короля по прозвищу Тень предложила Халку сбежать, дабы не позорить Короля. Тень рассказала Халку свою историю. Оказалась, что давно на землю Сакаара вторглись Шипы, которые превращали всех в монстров при прикосновении, и чуть не убили её, но король спас Тень и Сакаар, будучи ещё маленьким. Но Халк отказался бежать. Ночью к гладиаторам приходят повстанцы и предлагают сбежать, но только Элуей соглашается, и когда она выходит за двери, раздаются выстрелы.
Следующим соперником гладиаторов стал Бета Рэй Билл, которого Халк избил до полусмерти, после чего гладиаторы просят, чтобы их отпустили. Красный Король в ответ на это требует, чтобы они доказали свою верность, убив пленённую Элуей, но гладиаторы отказываются и устраивают побег. После этого Халк решает уйти от остальных и они разделяются.
Вскоре выясняется, что Шипы вызывает Красный Король. После разговора с ним, Тень увидела зараженного Халка. Но у него оказался сильный разум, и вместо того чтобы убить Тень, Халк спасает гладиаторов, закрыв пещеру валуном. Затем часть города была сожжена, но Тень осталась жива. Она увидела бездыханное тело Халка и сообщила Красному Королю, что тот мёртв. Тень сказала, где находятся гладиаторы и Король решает устроить казнь.
На следующий день жители города собрались, чтобы посмотреть на колонну приговорённых. Оказавшийся живым Халк разрушает броню Короля и отдаёт его Тени, которая выпустила на него Шип, после чего Король погибает от рук своих стражей.

## Роли озвучивали
| Актёр                 | Роль             |
| --------------------- | ---------------- |
| Рик Вассерман         | Халк             |
| Сэм Винсент           | Мик              |
| Лиза Энн Бели         | Тень             |
| Марк Хилдрет          | Красный Король   |
| Лайам О’Брайен        | Херуим           |
| Кевин Майкл Ричардсон | Корг             |
| Пол Добсон            | Бета Рэй Билл    |
| Марк Уорден           | Железный человек |